# Seyah Cheshmah
Seyah Cheshmah o Siah Cheshmeh (farsi سيه چشمه), chiamata anche Chaldoran, è il capoluogo dello shahrestān di Chaldoran nell'Azarbaijan occidentale. La popolazione è in maggioranza azera.